# 沙米尔·利特
沙米尔·利特尔（英語：Shamier Little）（1995年3月20日—）是非洲裔美国女子田径运动员，毕业于德克萨斯州农工大学，她是2015年美国田径锦标赛女子400米栏冠军；赢得2015年世界田径锦标赛女子400米栏银牌。

## 外部連結
- 沙米尔·利特在的頁面